# Avortement au Chili

Droit de l'avortement dans le monde
Légal sur demande
Légal en cas de viols, de risques pour la vie ou la santé de la mère, facteurs socio-économiques ou malformations fœtales
(Légal pour) ou (illégal sauf pour) les viols, risques vitaux, malformations ou risques pour la santé de la mère
Illégal, avec exceptions pour risques vitaux, risques pour la santé de la mère ou malformations
Illégal, avec exceptions pour viol, risques vitaux, risques pour la santé de la mère
Illégal, avec exceptions pour risques vitaux ou pour la santé de la mère
Illégal, avec exceptions pour risques vitaux
Illégal, sans exception
Non renseigné

L'interruption volontaire de grossesse, qui fait référence à un avortement provoqué, est autorisée au Chili uniquement en cas de risque vital pour la mère, de fœtus non-viable ou de viol.
L'avortement est défini comme un délit dans le Code Pénal de 1874. En 1931, des exceptions pour motifs médicaux sont établies dans le Code Sanitaire. Ces exceptions sont maintenues jusqu'en 1989, année durant laquelle la dictature militaire d'Augusto Pinochet interdit à nouveau tout type d'interruption volontaire de grossesse. Cependant, l'avortement indirect (conséquence non-voulue d'un traitement médical destiné à sauver la vie de la mère) n'est pas répréhensible,.
En 2015, le gouvernement de Michelle Bachelet présente un projet de loi qui dépénalise partiellement l'avortement, uniquement en cas de viol, de fœtus non-viable et de risque vital pour la mère. Le projet est approuvé par le congrès national le 3 août 2017 et est validé par le tribunal constitutionnel le 21 août 2017,. La loi est promulguée le 14 septembre 2017.

## Histoire de la législation sur l'avortement

### Législation coloniale
Dans le Chili colonial, l'avortement est considéré comme un acte répréhensible tant sur le plan moral que sur le plan social depuis la colonisation des espagnols, qui ont amené avec eux les valeurs occidentales judéo-chrétiennes. La conquête espagnole a fait appliquer son droit dans le Royaume du Chili, et par conséquent l'avortement est sanctionné pénalement depuis cette époque. Cependant des avortements clandestins se pratiquaient à l'aide d'infusions, d'herbes ou d'autres méthodes naturelles[réf. nécessaire].
L'indépendance du Chili n'a pas amené de changements significatifs au niveau législatif : les lois espagnoles en vigueur jusqu'alors se sont en général maintenues pendant plusieurs d'années[réf. nécessaire].

### Délit d'avortement dans le Code Pénal (1874)
Le Code Pénal, depuis sa version originale, réprime l'avortement dans ses articles 342 à 345. Ceci est dû à l'influence du code pénal espagnol dans la rédaction du code chilien. Le deuxième alinéa de l'article 344 est quasiment inchangé depuis la promulgation du code pénal et s'inscrit dans contexte de réprobation moral de l'époque : il établit une minoration de la condamnation à la suite d'un avortement, si la femme « le réalise pour cacher son déshonneur. »

### Légalisation de l'avortement thérapeutique (1931-1968)

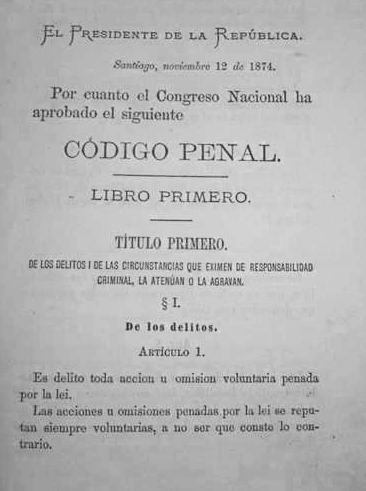
Première édition du Code pénal chilien.

En 1931, le gouvernement de Carlos Ibáñez del Campo légalise l'avortement thérapeutique à travers l'article 226 du code sanitaire, dans certaines dispositions définies par la loi. Le nombre d'avortements augmente, tout comme la natalité. Cette protection officielle de l'avortement est renforcée par la diffusion de moyens de contraception initiée au sein du gouvernement democrate-chrétien d'Eduardo Frei Montalva, qui réforme également le Code Sanitaire, en réduisant les conditions requises pour réaliser un avortement thérapeutique, via l'article 119.

### Interdiction pendant la dictature militaire (1973-1990)
Au sein de la Commission d'Études de la Nouvelle Constitution (connue comme « Commission Ortúzar »), établie par le régime militaire pour la discussion de l'avant-projet d'une nouvelle constitution, Jaime Guzmán Errázuriz essaye d'introduire une interdiction constitutionnelle de l'avortement. Son discours figure dans les actes officiels de la Commission du 14 novembre 1974 : « La mère doit avoir l'enfant bien que celui-ci soit anormal, bien qu'elle ne l'ait pas désiré, bien qu'il résulte d'un viol ou, bien que l'avoir implique sa mort ». Finalement, les autres rédacteurs de la Constitution de 1980 rejettent cette motion, mais établissent par l'article 19, no 1, que « la loi protège la vie de l'enfant à naître ».
Cette disposition se matérialise en 1989 avec la modification de l'article 119 du code sanitaire, annulant les dispositions de 1931. Cette modification est promue par le cardinal Jorge Medina avec l'aide de l'amiral José Toribio Merino. Ainsi, le Chili devient un État avec une législation qui protège l'enfant à naître au détriment de la mère, puisque l'avortement n'est même pas possible en cas de viol ou d'inceste. La pratique de l'avortement en cas de risque vital pour la mère ne change pas substantiellement, en raison de l'application du principe de double effet dans l'interprétation du Code Sanitaire.

### Tentatives pour rétablir l'avortement thérapeutique (1990-2013)

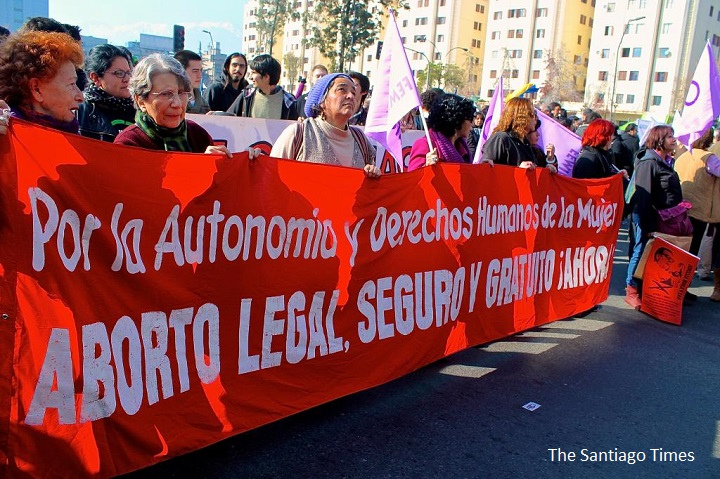
Femmes manifestant contre la pénalisation de l'avortement en juillet 2013.

Depuis le retour à la démocratie initié en 1990, certains parlementaires des partis appartenant à la concertation de partis pour la démocratie présentent une série de projets de loi qui cherchent à rétablir la possibilité de l'avortement thérapeutique, sous des conditions similaires à celles de 1931. Le premier projet de loi est présenté comme motion en 1991 par les députés Adriana Muñoz, Armando Arancibia, Carlos Smok, Juan Pablo Letelier et Carlos Montes (Bulletin No 499-07).
Tous ces projets sont vains, à cause de l'opposition du Parti démocrate-chrétien (PDC) — qui appartient également à la Concertation — et des partis de l'Alliance — l'Union démocrate indépendante (UDI) et Rénovation Nationale (RN) — qui sont largement influencés par l'église catholique. Un des arguments des opposants à la réforme de l'avortement est que l'avortement thérapeutique serait une dénomination confuse qui permettrait de couvrir l'admissibilité de l'avortement libre, car l'avortement thérapeutique serait couvert par la législation de 1989.
En 2011, le président Sebastián Piñera indique qu'il utilisera son pouvoir constitutionnel de veto en cas d'approbation par le congrès d'un projet de loi d'avortement thérapeutique. Pendant la présentation du rapport de l'Instituto Nacional de Derechos Humanos de 2013, Piñera manifeste à nouveau son refus de l'avortement, affirmant que « le mot j'avorte et le mot thérapeutique sont essentiellement contradictoires, parce que j'avorte est une atteinte à la vie et thérapeutique est essayer de sauver la vie ». En 2013, le congrès national approuve un projet de loi présenté par le sénateur Jaime Orpis, qui déclaré le 25 mars « jour de celui à naître et de l'adoption ».
Malgré un recul de la criminalisation, 166 femmes ont fait l'objet de dénonciations en 2013, parmi lesquelles 22 ont été condamnées. Généralement, les femmes condamnées bénéficient de peines alternatives et ne vont pas en prison. Par ailleurs, en 2015, 6 hommes purgeaient des peines de prison pour avoir pratiqué des avortements.

### Dépénalisation partielle en 2017

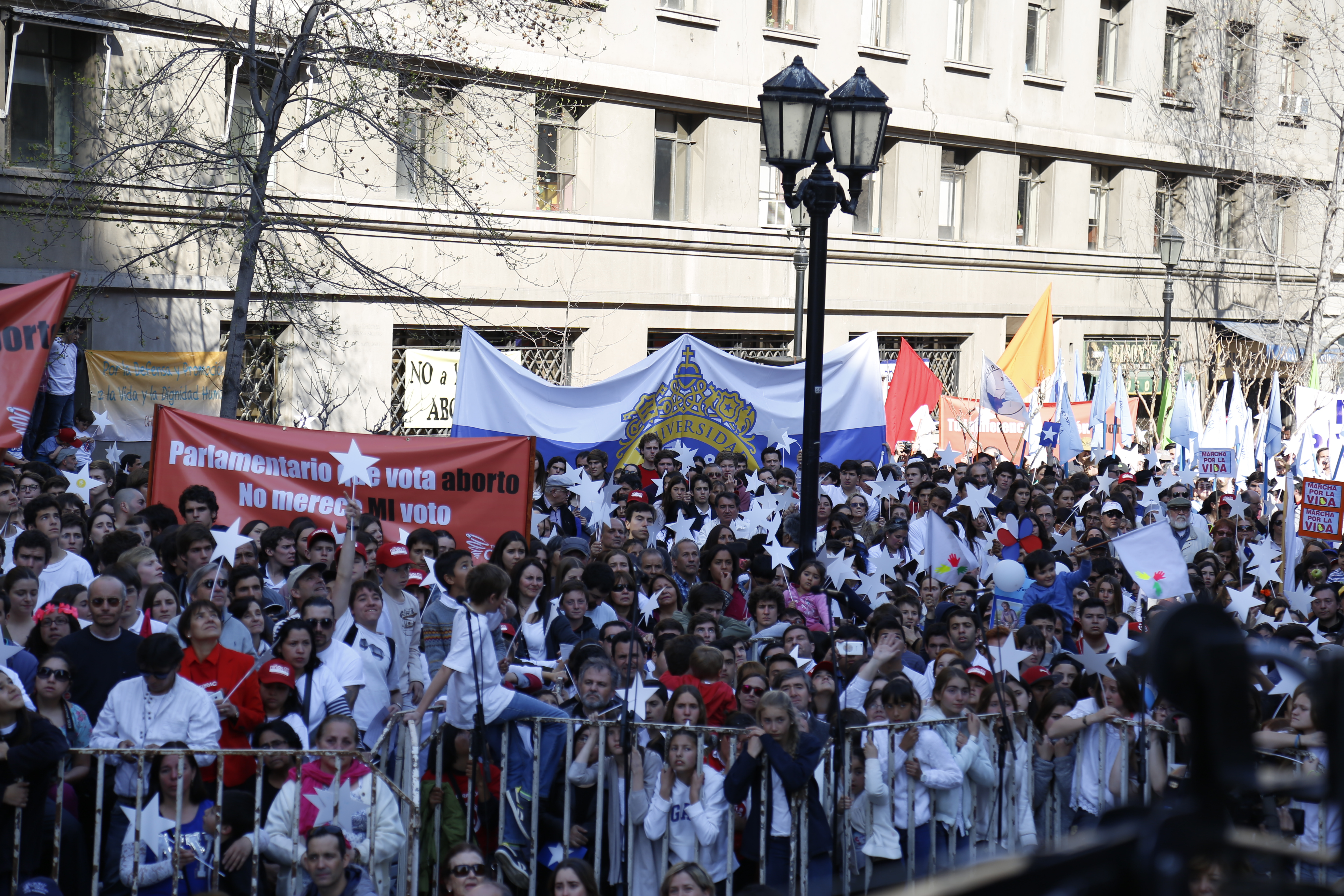
Manifestation de groupes pro-vie en septembre 2016.

Pendant son allocution sur les comptes publics du 21 mai 2014, la présidente Michelle Bachelet annonce qu'elle promouvra un projet de loi pour dépénaliser l'avortement thérapeutique en cas de risque pour la vie de la mère, viol et inviabilité du fœtus, via une réforme du Code Sanitaire et du Code Pénal. L'initiative génère dès ses débuts un fort débat politique. Le projet est présenté au Congrès le 31 janvier 2015, via le Bulletin 9895-11, et la Commission de Santé de la chambre des députés approuve le projet le 4 août, et la cause de viol est approuvée le 15 septembre 2015,. La chambre des  députés approuve enfin le projet le 17 mars 2016, et le projet passe au Sénat,. La Commission de Santé du Sénat approuvé le projet le 6 septembre 2016, par trois votes pour — incluant celui de la présidente du PDC, Carolina Goić — et deux contre. Le Sénat approuve le projet le 19 juillet 2017, et il retourne à la chambre des députés le lendemain, qui rejette les modifications réalisées par le Sénat. En conséquence, le projet de loi est présenté à une commission mixte de députés et sénateurs, que le réexamine et l'approuvé le 1er août, puis le présente  nouveau au Sénat, qui l'approuve définitivement le 2 août 2017,.
Des membres du congrès issus de la coalition de droite Chile Vamos présentent deux requêtes de constitutionnalité devant le Tribunal Constitutionnel, car le texte porterait atteinte au droit à la vie inscrit dans la constitution. Le tribunal déclare les requêtes recevables le 8 août. Le tribunal reçoit des représentants de 135 organisations et plus de 200 rapports, aussi bien favorables que défavorables au projet, à la suite de quoi le tribunal rejette les recours par 6 votes contre 4 le 21 août, quelques jours avant la prise de fonctions du nouveau président du tribunal constitutionnel, le conservateur Ivan Arostica. En conséquence, l'avortement est dépénalisé partiellement pour trois causales (causes) et la loi 21.030 est promulguée le 14 septembre 2017, et publiée au journal officiel le 23 septembre. Une enquête indique que 71 % de la population est favorable à la loi, mais seulement 15 % est favorable à une libéralisation totale de l'IVG. 
La nouvelle réglementation est appliquée pour la première fois le 5 octobre 2017 à l'Hôpital San José de Santiago, pour une interruption de grossesse chez une enfant de 12 ans, à la suite d'un viol. Entre septembre 2017 et le 16 juillet 2018, 359 interruptions volontaires de grossesse sont pratiquées selon le ministère de la Santé.

## Tentatives de dépénalisation totale
Certaines associations considèrent la loi de 2017 comme insuffisante et réclament l'avortement légal pour toutes les femmes : les cas prévus par la loi ne représenteraient que 2 % des IVG.
En août 2018, des députées de gauche déposent un projet de loi visant à légaliser l'avortement, quelques jours après que le Sénat argentin ait rejeté la légalisation approuvée par les députés argentins. Le ministre de la Santé de Sebastián Piñera, Oscar Santelices, indique que ce n'est pas une priorité pour le gouvernement.

En janvier 2021, après la légalisation de l'avortement en Argentine, le parlement chilien entame l'examen d'un projet de loi visant à légaliser l'IVG. La situation est cependant plus défavorable qu'en Argentine : la ministre de la Femme et de l'Égalité des Genres, Mónica Zalaquett, est opposée à l'avortement même en cas de viol sur mineur et le président Sebastián Piñera se déclare opposé à une modification de la loi,.

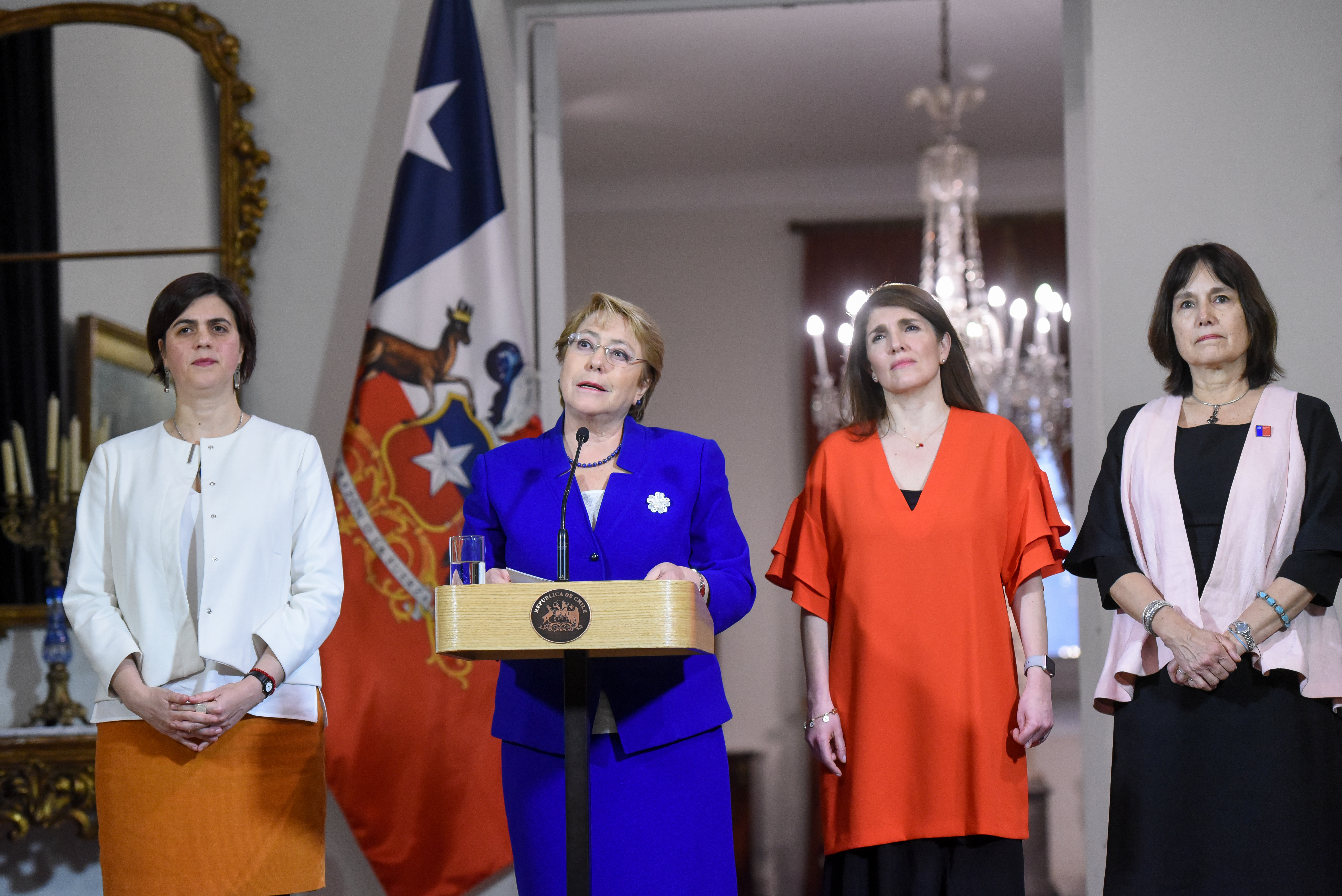
La présidente Michelle Bachelet accompagnée des ministres Claudia Pascual, Paula Narváez et Carmen Castillo, s'exprime sur la décision du Tribunal Constitutionnel sur le projet d'avortement en août de 2017.

## Réglementation juridique
L'avortement au Chili est régi par deux lois :
- le Code Pénal : articles 342 à 345 ;
- le Code Sanitaire : articles 119, 119 bis, 119 ter et 119 quater.

### Code Pénal
Les articles 342 à 345 du code pénal traitent de l'avortement.

### Code Sanitaire
L'article 119 établit que, « selon la volonté de la femme, l'interruption de grossesse par un chirurgien est autorisé », dans trois cas :
1. Il y a un risque vital pour la femme, et l'interruption de grossesse évite un danger pour sa vie.
2. L'embryon ou le fœtus souffre d'une pathologie congénitale acquise ou génétique, incompatible avec la vie extra-utérine indépendante, et dans les cas mortelle.
3. La grossesse est le résultat d'un viol, et il n'y a pas eu plus de 12 semaines de gestation. Dans le cas d'une mineure de moins de 14 ans, l'interruption de grossesse peut être réalisée jusqu'à 14 semaines de gestation.

Dans les alinéas suivants, l'article 119 établit que « la femme devra indiquer de façon expresse, préalable et par écrit sa volonté d'interrompre la grossesse », et définit les formes d'établir cette volonté en cas de handicap, et dans les cas où un représentant légal est requis, aussi bien en cas de démence que pour les enfants de moins de 14 ans. Dans ce dernier cas, si le représentant de l'enfant ne donne pas son autorisation, celle-ci, « assistée par un membre de l'équipe médicale, pourra solliciter l'intervention du juge pour qu'il constate l'occurrence de la cause ». Dans les cas où l'interruption de grossesse est réalisée pour une adolescente entre 14 ans et 18 ans, ses représentants légaux devront être informés.
L'article 119 établit aussi le droit de la femme d'accéder à un programme d'accompagnement, « tant pendant sa réflexion que pendant la période qui suit, ce qui inclut la période antérieure et postérieure à l'accouchement ou à l'interruption de grossesse, selon les cas. Cet accompagnement comprend la prise en charge et le soutien biopsychosocial ».

## Objection de conscience
L'article 199 ter modifié par la loi 21030 du code sanitaire donne la possibilité au chirurgien de ne pas pratiquer l'acte d'interruption de grossesse, mais l'oblige à en informer le directeur de l'établissement de santé. Les praticiens en lien avec l'intervention ont également la possibilité de faire valoir leur objection de conscience. Malgré l'objection de conscience, le même article de loi stipule que le chirurgien ne pourra pas s'abstenir de réaliser l'intervention si la femme nécessite une opération immédiate qui ne peut être différée, et qu'il n'existe pas d'autre chirurgien qui puisse réaliser l'intervention.
En mai 2018, cinq institutions ont déjà déclaré leur objection de conscience : à Santiago, la clinique Indisa pour les cas de viols, l'Université pontificale catholique du Chili pour plusieurs de ses établissements et pour les trois causales, la Red de Salud UC Christus pour les trois causales et l'hôpital paroissial de San Bernardo pour les trois causales, et dans la région du Biobío, la Clínica Adventista Los Ángeles pour les trois causales. En tout, 1140 fonctionnaires seraient objecteurs de conscience en cas de viols, 809 en cas d'inviabilité du fœtus et 609 en cas de risque vital pour la mère.

## Avortements clandestins
Selon des chiffres du ministère de la Santé, plus de 33 000 avortements sont réalisés chaque année, soit 90 avortements quotidiens en moyenne. Cependant l'Institut Chilien de Médecine Reproductive estime qu'entre 60 000 et 70 000 avortements sont réalisés tous les ans. L'estimation s'effectue à partir du taux global de fécondité, du nombre de femmes en âge de procréer et du nombre de femmes utilisant une contraception.
De son côté, Maïté Albagly, économiste des universités du Chili et de Paris, évalue le chiffre à 160 000 avortements annuels et Elard Koch, de l'Universidad Católica de la Santísima Concepción, entre 13 553 et 18 071,. Cependant, l'étude de Koch est critiquée pour son utilisation d'hypothèses « simplistes et incorrectes » et « manquant de fondement scientifique », car il suppose que les données d'une population sont applicables à autres populations sans modification aucune.
Le Monde parle d'une estimation de 120 000 avortements clandestins annuels. RFI indique de 60 000 à 200 000 avortements clandestins par an, et de plus grandes difficultés pour les réaliser à cause de la pandémie de covid19.